# Mistrzostwa Azji w Chodzie Sportowym 2015
Mistrzostwa Azji w Chodzie Sportowym 2015 – zawody lekkoatletyczne, które odbyły się 15 marca w japońskim mieście Nomi. Zawody zaliczane były do cyklu IAAF Race Walking Challenge. Rozegrano chód na 20 kilometrów kobiet i mężczyzn.

## Rezultaty
| Konkurencja:           | Złoto         | Wynik      | Srebro       | Wynik      | Brąz            | Wynik   |
| Chód na 20 km mężczyzn | Yūsuke Suzuki | 1:16:36 WR | Kim Hyun-sub | 1:19:13 NR | Baljinder Singh | 1:22:58 |
| Chód na 20 km kobiet   | Hou Yongbo    | 1:29:25    | Kumiko Okada | 1:29:46    | Jeon Yang-eun   | 1:30:35 |

## Rekordy
Podczas zawodów ustanowiono 5 krajowych rekordów w kategorii seniorów:
| Zawodnik              | Reprezentacja    | Konkurencja           | Rezultat |
| --------------------- | ---------------- | --------------------- | -------- |
| Yūsuke Suzuki         | Japonia          | Chód na 20 kilometrów | 1:16:36  |
| Kim Hyun-sub          | Korea Południowa | Chód na 20 kilometrów | 1:19:13  |
| Hendro                | Indonezja        | Chód na 20 kilometrów | 1:27:54  |
| Tse Chun Hung         | Hongkong         | Chód na 20 kilometrów | 1:30:13  |
| Jessica Ching Siu Nga | Hongkong         | Chód na 20 kilometrów | 1:38:36  |